# Yetts of Muckhart
Yetts of Muckhart, oft Yetts o’ Muckhart geschrieben, schottisch-gälisch: Geataichean Mhuc-Àird, ist eine Ortschaft im Osten der schottischen Council Area Clackmannanshire. Historisch gehörte sie zu der traditionellen Grafschaft Perthshire. Sie ist etwa 13 km nordöstlich von Alloa und 14 km nordwestlich von Dunfermline am Fuß der Ochil Hills gelegen und gehört zu den Hillfoots Villages. Der Firth of Forth fließt etwa 15 km südlich. Der Devon erreicht aus dem Glen Devon im Norden kommend die Ebene des Forth und umschließt Yetts of Muckhart im Osten und Süden.

## Verkehr
Yetts of Muckhart ist durch die A91 an das Straßennetz angeschlossen. Außerdem liegt es an der A823, der einzigen überregional bedeutenden Straße, die die Kette der Ochils durchquert. Zusammen mit dem westlich gelegenen Pool of Muckhart bildet es die Parish Muckhart. Diese verzeichnete im Jahre 1991 insgesamt 520 Einwohner. Zu Beginn des 19. Jahrhunderts wurde in Yetts of Muckhart eine Mautstation für die folgende Straße eingerichtet.